# Igor Ivanović
Igor Ivanović (en serbio: Игор Ивановић; Podgorica, 9 de septiembre de 1990) es un futbolista montenegrino que juega en la demarcación de centrocampista para el FK Budućnost Podgorica de la Primera División de Montenegro.

## Selección nacional
Tras jugar en la selección de fútbol sub-21 de Montenegro, finalmente hizo su debut con la Montenegro el 7 de octubre de 2020 en un partido amistoso contra Letonia que finalizó con un resultado de empate a uno tras el gol de Igors Tarasovs para Letonia, y del propio Ivanović para el combinado montenegrino.

### Goles internacionales
| No. | Fecha                 | Estadio                                    | Oponente   | Gol | Resultado | Competición                         |
| --- | --------------------- | ------------------------------------------ | ---------- | --- | --------- | ----------------------------------- |
| 1.  | 7 de octubre de 2020  | Estadio Pod Goricom, Podgorica, Montenegro | Letonia    | 1–1 | 1–1       | Amistoso                            |
| 2.  | 10 de octubre de 2020 | Estadio Pod Goricom, Podgorica, Montenegro | Azerbaiyán | 2–0 | 2–0       | Liga de Naciones de la UEFA 2020-21 |
| 3.  | 13 de octubre de 2020 | Estadio Pod Goricom, Podgorica, Montenegro | Luxemburgo | 1–0 | 1–2       | Liga de Naciones de la UEFA 2020-21 |

## Clubes
| Club                   | País       | Año       | Partidos | Goles |
| ---------------------- | ---------- | --------- | -------- | ----- |
| FK Zora                | Montenegro | 2008-2009 | 1        | 0     |
| FK Kom                 | Montenegro | 2009-2010 | 6        | 0     |
| FK Iskra Danilovgrad   | Montenegro | 2010      | 13       | 2     |
| FK Rudar Pljevlja      | Montenegro | 2011-2012 | 55       | 13    |
| OFK Beograd            | Serbia     | 2013-2014 | 32       | 3     |
| FK Rudar Pljevlja      | Montenegro | 2014-2015 | 28       | 13    |
| Zira FK                | Azerbaiyán | 2015-2016 | 29       | 3     |
| FK Sutjeska Nikšić     | Montenegro | 2016-2018 | 61       | 23    |
| FK Budućnost Podgorica | Montenegro | 2018-2022 | 75       | 21    |
| FK Dečić               | Montenegro | 2022      | 17       | 2     |
| FK Bunyodkor Tashkent  | Uzbekistán | 2023      | 21       | 2     |
| FK Budućnost Podgorica | Montenegro | 2024-     |          |       |

## Palmarés

### Campeonatos nacionales
| Título                         | Club                   | País       | Año  |
| ------------------------------ | ---------------------- | ---------- | ---- |
| Copa de Montenegro             | FK Rudar Pljevlja      | Montenegro | 2011 |
| Primera División de Montenegro | FK Rudar Pljevlja      | Montenegro | 2015 |
| Copa de Montenegro             | FK Sutjeska Nikšić     | Montenegro | 2017 |
| Primera División de Montenegro | FK Sutjeska Nikšić     | Montenegro | 2018 |
| Copa de Montenegro             | FK Budućnost Podgorica | Montenegro | 2019 |
| Primera División de Montenegro | FK Budućnost Podgorica | Montenegro | 2020 |
| Primera División de Montenegro | FK Budućnost Podgorica | Montenegro | 2021 |
| Copa de Montenegro             | FK Budućnost Podgorica | Montenegro | 2022 |
| Copa de Montenegro             | FK Budućnost Podgorica | Montenegro | 2024 |
| Primera División de Montenegro | FK Budućnost Podgorica | Montenegro | 2025 |